# Губаренко, Виталий Сергеевич
Вита́лий Серге́евич Губаре́нко (1934—2000) — советский и украинский композитор, педагог. Народный артист Украины (1993).

## Биография
Родился 13 июня 1934 года в Харькове. Окончил Харьковское музыкальное училище по классу теории музыки А. А. Жука, в 1960 году — ХГК имени И. П. Котляревского по классу композиции Д. Л. Клебанова.
В 1958—1960 годах преподавал теоретические дисциплины и музыкальную литературу в детской музыкальной школе; с 1960 года — музыкальный редактор Харьковского областного радио. В 1961—1972 годах — преподаватель теории музыки и композиции в Харьковском институте искусств, с 1962 года одновременно в Харьковском музыкальном училище.
С 1972 — на творческой работе. До 1985 года жил в Харькове, с 1985 года — в Киеве.
Умер 5 мая 2000 года. Похоронен в Киеве на Байковом кладбище (участок № 49а).

### Семья
- жена — Черкашина-Губаренко, Марина Романовна (дочь заслуженного артиста Украины, профессора Р. А. Черкашина [1906—1993] и актрисы ХУГАДТ имени Т. Г. Шевченко Юлии Гавриловны Фоминой), музыковед, либреттист, заслуженный деятель искусств Украины, доктор искусствоведения, профессор.
- дочь — Ирина Витальевна Губаренко (1959—2004), композитор, поэтесса.

## Творчество
Виталию Губаренко принадлежит ведущее место среди оперных композиторов Украины ХХ ст. По мнению Л. Кияновской, каждая из его 13 опер «привлекает небанальным, своеобразным решением в сочетании музыки и сценического действия, соответствующим индивидуальному замыслу и выбору сюжета». (Для большинства опер либретто писала Марина Черкашина-Губаренко). В них композитор раскрывает «умение передать музыкальными средствами аромат и колорит далекой эпохи, тревожный пульс нынешнего времени, тонкое ощущение душевной экспрессии героев, динамики развертывания их чувств, яркость и пластичность музыкальных картин, драматическую насыщенность больших полотен». Кроме оперного жанра, композитор обращался также к инструментальным и камерно-вокальным жанрам. Л. Кияновская отмечает, что в них композитор, в частности, проявил интерес к украинским фольклорным обрядам (симфоническая поэма «Купало»), интимной лирике украинских поэтов (вокальные циклы «Цветы и настроения» на слова И. Драча, «Осенние сонеты» на слова Д. Павличко, «Протяни ладони» на слова В. Сосюры).
С 1961 года — член СКУ и СК СССР.

### Избранные произведения
Оперы
- «Гибель эскадры» (по одноимённой пьесе А. Е. Корнейчука, 1965—1966, премьера 1967)
- «Мамаи» (по пьесе Ю. И. Яновского «Дума о Британке», 1969, премьера 1970)
- «Письма любви» (монодрама для сопрано с оркестром по новелле А. Барбюса «Нежность», 1971, премьера 1972)
- «Возрожденный май» (по пьесе В. Ежова «Соловьиная ночь», 1973, премьера 1974)
- «Сквозь пламя» (1975, премьера 1976)
- «Помни меня» (по пьесе В. Ежова «Соловьиная ночь», 1977, премьера 1980 под названием «Незабываемое»)
- «Сват поневоле» (по пьесе Г. Квитки-Основьяненко «Шельменко-денщик», 1982, премьера 1985)
- «Альпийская баллада» (по одноимённой повести В. В. Быкова, 1984, премьера 1985)
- «Кому улыбались звёзды» (по мотивам произведений А. Е. Корнейчука, 1987)
- «Згадайте, братія моя!» (по произведениям Т. Г. Шевченко, 1991, премьера 1992)
- «Одиночество» (моноопера для тенора с оркестром по новелле П. Мериме «Письма к незнакомке», 1993, премьера 1994)
- «Монологи Джульєтти» (лирические сцены по трагедии У. Шекспира «Ромео и Джульетта», премьера 1998)

Балеты
- «Каменный властелин» (по мотивам одноимённой драме Леси Украинки, 1968, премьера 1969)
- «Ассоль» (симфония-балет для оркестра, сопрано и тенора по феерии А. Грина «Алые паруса», премьера 1977)
- «Запорожцы» (хореографические сцены, 1980)
- «Обязанность и вера и любовь» (по киносценарию Е. Габриловича «Коммунист», премьера 1985 под названием «Коммунист»)
- «Майская ночь» (симфония-балет по повести Н. В. Гоголя, 1988)
- «Зелёные святки» (симфония-балет, 1992)
- «Liebestod» (симфония-балет, 1997)
- «Вий» (хореографические сцены по одноимённой повести Н. В. Гоголя, 2000)

Опера-балет
- «Вий» (по повести Н. В. Гоголя, 1980, премьера 1984)

Вокально-симфонические произведения
- Кантата «Чувство единственной семьи» (слова П. Г. Тычины, 1977)
- «De profundis» (симфония для оркестра, сопрано и тенора, слова Т. Г. Шевченко, 1996)
- Симфония № 3 (для оркестра и мужского хора, слова Р. Левина, 1975)

Для оркестра
- Симфония № 1 (1962)
- Поэма «Памяти Тараса Шевченко» (1963)
- Концертино (1964)
- Симфония № 2 (1965)
- Сюита из оперы «Гибель эскадры» (1967)
- Две сюиты из балета «Каменный властелин» (1970, 1974)
- Симфоническая картина «Купало» (1971)
- Лирическая поэма «In modo romantico» (1989)

Для инструментов с оркестром
- Камерные симфонии № 1 и № 2 для скрипки с оркестром (1967, 1978)
- Концерт-поэма для виолончели с оркестром (1963)
- Концерт для флейты с камерным оркестром (1965)
- Украинское каприччио для скрипки, с камерным оркестром (1973)
- Камерная симфония № 3 для двух скрипок с оркестром (1983)
- «Лирическая поэма» для фагота и струнного оркестра (1992)
- Камерная симфония № 4 для виолончели и струнного оркестра (1996)
- «Ария» для кларнета и струнного оркестра (1996)
- «Адажио» для гобоя и струнного оркестра (1999)

Для струнного оркестра
- Симфониетта (1960)
- Concerto grosso (1982)

Камерная музыка
- Струнный квартет (1965)
- Триптих для квинтета духовых (1978)
- «Испанская сюита» для ансамбля виолончелей и фортепиано

Для скрипки и камерного хора
- «Canto ricordo» — камерная симфония № 5 (1983/1999)

Циклы для голоса из фортепиано
- «Из поэзий Иосифа Уткина» (1962)
- «Краски и настроения», сл. И. Драча, 1965)
- Два романса на сл. Ф. Кривина (1966)
- «Протяни ладони», сл. В. Н. Сосюры (1977)
- «Осенние сонеты», сл. Д. Павлычко (1983)

Для хора:
- «Русские эскизы», сл. С. А. Есенина (1978);
- Поэма «Любите Украину», сл. В. Н. Сосюры

Музыка к кинофильмам
- «Дума о Ковпаке».

## Награды и премии
- заслуженный деятель искусств УССР (1969)
- народный артист Украины (1993)
- медаль имени А. В. Александрова (1975)
- Государственная премия имени Т. Г. Шевченко (1984) — за балет «Каменный хозяин» (вторая редакция), оперу «Помни меня»
- премия УССР имени Н. А. Островского